# Europäischer Wasserbüffel
Der Europäische Wasserbüffel (Bubalus murrensis) war eine in den Warmzeiten des Pleistozäns in Europa vorkommende Art der Hornträger (Bovidae) aus der Gattung der Asiatischen Büffel (Bubalus). Diese Art war mit dem Wasserbüffel (Bubalus arnee) und dem Tamarau (Bubalus mindorensis) verwandt, rezenten Vertretern der Gattung Bubalus. Das Art-Epitheton weist auf den Nachweis des Wasserbüffels nahe der Murr.

## Morphologie
Da das Postkranium morphologisch nur schwer von den beiden anderen im pleistozänen Europa vorkommenden Rindergattungen, Bos und Bison, zu unterscheiden ist, werden Bubalus murrensis vor allem Überreste des Schädels zugeordnet. Aus ihnen lässt sich ableiten, dass sich der Europäische Wasserbüffel von seinem asiatischen Pendant insbesondere durch die Form und Stellung der Hörner unterschied. Die wiesen bei der europäischen Art einen eher dreieckigen Querschnitt auf und waren stärker sichelartig nach hinten gerichtet, außerdem ragt das Hinterhauptbein deutlich über die Hörner hinaus. Im Pleistozän Chinas existierten Bubalus-Arten, die B. murrensis näher standen als dem Wasserbüffel (B. arnee).

## Verbreitung und Habitat
Der Europäische Wasserbüffel war ein typisches Tier der Warmzeit-Faunen in Europa. Ältere Funde dieser Art sind schon aus der Zeit vor rund 300.000 Jahren belegt, etwa mit einem Schädel aus Schöningen und eventuell auch aus Steinheim an der Murr. Vor allem ist sie aber von mehreren der Eem-Warmzeit zugewiesenen Fundstellen in Deutschland und den Niederlanden dokumentiert, insbesondere aus dem Rheintal sind etliche Funde bekannt. Vorsichtigerweise wurden spärliche Funde aus dem Neolithikum aus Donnerskirchen (Österreich) der Gattung Bubalus zugewiesen. Auf dem Gebiet der ehemaligen UdSSR wurde der Europäische Wasserbüffel bislang kaum nachgewiesen, lediglich ein zweifelhafter Hornzapfen eines möglichen Wasserbüffels ist von der Taman-Halbinsel bekannt. Der zur Zeit eindeutig jüngste Fund wurde aber mit einem Schädel aus Lukerino südwestlich von Moskau entdeckt. Seine Altersdaten liegen bei rund 12.800 Jahren vor heute, womit er der ausgehenden letzten Kaltzeit angehört, wohl dem Bölling- oder Alleröd-Interstadial. Die Wärmeschwankung ermöglichte es wahrscheinlich den Tieren, sich wieder nordwärts auszubreiten. Der Schädel weicht durch seine geringere Größe und den etwas stärker nach unten orientierten Hörnern von den klassischen Funden des Europäischen Wasserbüffels ab und wurde daher in eine neue Unterart, Bubalus murrensis extremus, verwiesen.
Der Europäische Wasserbüffel bevorzugte sehr wahrscheinlich die Nähe von großen Flüssen und setzte ähnliche Habitat- und Klimaansprüche mit milden Wintern wie das Flusspferd, welches ebenfalls im Rheintal der Eem-Zeit nachgewiesen ist. Zum Warmzeit-Faunenkomplex gehörten des Weiteren der Europäische Waldelefant, das Waldnashorn und Steppennashorn, der Auerochse und andere Arten. Der Nachweis von waldbewohnenden Arten wie dem Siebenschläfer neben Bioindikatoren für offene Landschaften, wie Feldhamster oder Wildpferd, suggerieren ein Mosaik aus sich abwechselnden Waldzonen und offenen Flächen.
Europäische Wasserbüffel waren ihrer Zeit heimischen Raubtieren wie dem Höhlenlöwen, Braunbären und dem Wolf ausgesetzt.

## Aussterben
Bubalus murrensis verschwand im Zuge der Quartären Aussterbewelle im späten Pleistozän oder frühen Holozän. Aufgrund der spärlichen Fossildokumentation dieser Art ist nicht bekannt, ob sie dem Menschen als Jagdwild diente oder nicht.